# Heterobilharzia americana
Heterobilharzia americana är en plattmaskart. Heterobilharzia americana ingår i släktet Heterobilharzia och familjen Schistosomatidae. Inga underarter finns listade i Catalogue of Life.